# Ċensu Tabone
Vincent "Ċensu" Tabone (30 de marzo de 1913 - 14 de marzo de 2012) fue un oftalmólogo, profesor universitario y político maltés, presidente de la República de Malta entre 1989 y 1994.

## Biografía
Sirvió como ministro del trabajo durante la administración de Borg Olivier en los años 1960, y como ministro de las relaciones exteriores en 1987, durante el gobierno de Edward Fenech Adami.